# لوران بيلون
لوران بيلون (بالفرنسية: Laurent Pillon)‏ ولد بتاريخ 31 مارس 1964 في فرنسا، هو دراج فرنسي سابق في صنف سباق الدراجات على الطريق.

## روابط خارجية
- لوران بيلون على موقع أرشيف الدراجات (الإنجليزية)
- لوران بيلون على موقع إحصائيات الدراجات الإحترافية (الإنجليزية)
- لوران بيلون على موقع نسبة الدراجات (الإنجليزية)